# Немски езици
Немските езици представляват подгрупа на горногерманските езици, включваща стандартния немски език и люксембургския, както и редица езици-диалекти, говорени на територията на Германия, Швейцария, Австрия и др.